# Jardín sagrado

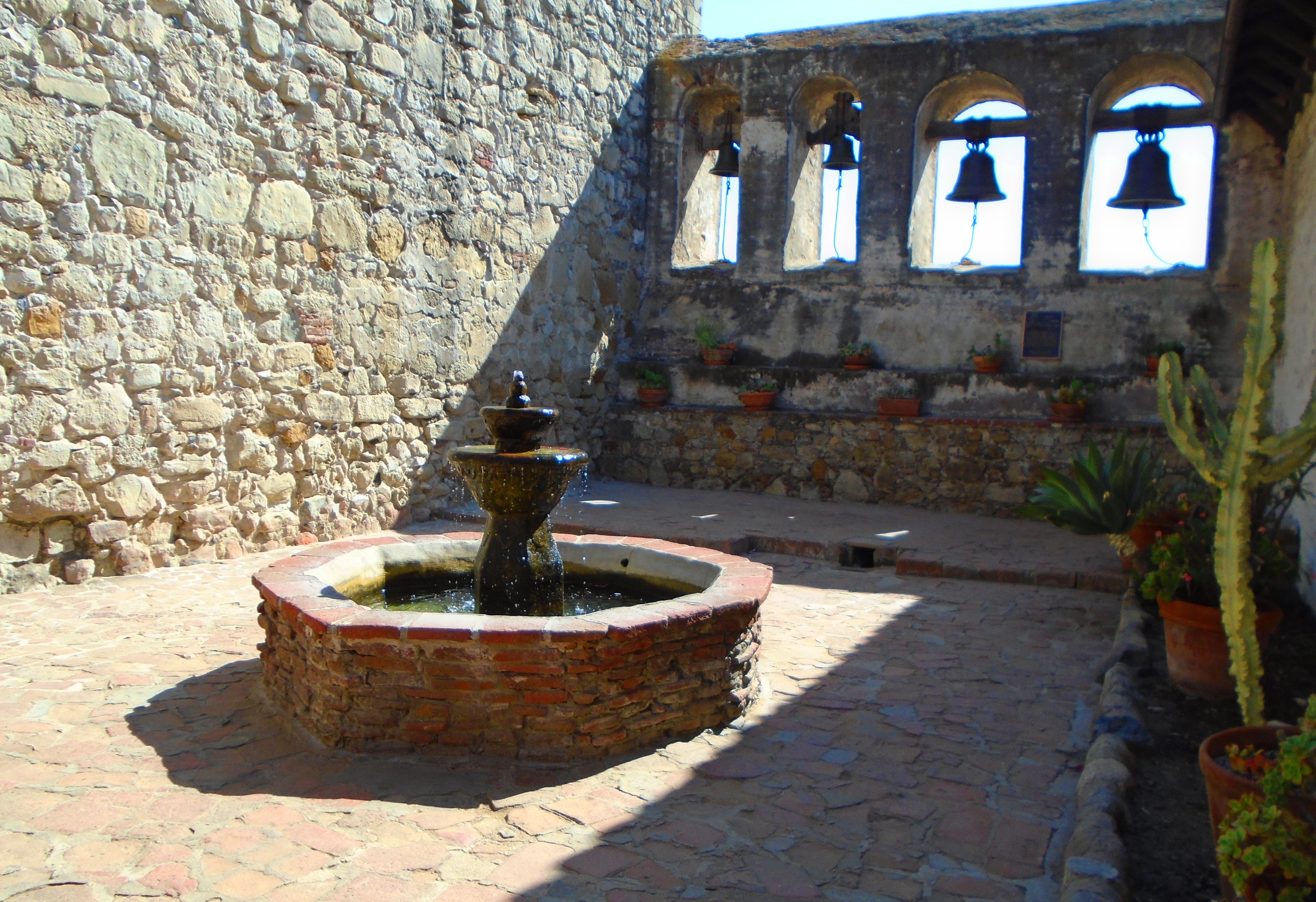
Misión San Juan Capistrano, California, Estados Unidos.

Un jardín sagrado es un tipo de jardín que tiene una importancia religiosa especial para una cultura determinada, siendo considerado o utilizado, a veces, como lugar de culto, dedicado a una divinidad y situado usualmente en terrenos anexos a templos.
Desde la antigüedad, la religión ha tenido un imaginario de bellos jardines para representar el Paraíso o la morada de las almas con lo que ha tenido una importante influencia en el diseño de los jardines terrenales.
Se hacen jardines en los templos de Mesopotamia y Antiguo Egipto, con parterres de flores a orillas de estanques o cursos de agua. 
Se establecen además bosques sagrados en la Antigua Grecia y la Antigua Roma y los árboles sagrados fueron parte importante de la religión de los celtas. En el Jardín de las Hespérides, símbolo de fecundidad, se desposaron Zeus y Hera. En Yeroskipou, Chipre, derivado del griego: "yeros" (ιερός, sagrado) y "kipou" (de κήπος, jardín), esto es, "jardín sagrado", se encontraba el dedicado a la diosa Afrodita.
El budismo ha tenido una influencia significativa en el diseño de jardines, con los jardines Zen de China y Japón. En las tradiciones iranias y en el Antiguo Testamento, existieron paraísos perdidos como espacios que una vez había habitado el hombre, como es el caso del Jardín del Edén. En el cristianismo, los jardines de los claustros de los monasterios vienen a representar la imagen del Paraíso, al igual que los existentes en las casas de los musulmanes, incluyendo su fuente central. Para el catolicismo y el anglicanismo, los Jardines de María son frecuentes en iglesias e instituciones.